# Generalmajor (Bolgarija)
Generalmajor (bolgarsko Генерал-майор) je drugi najnižji (dvozvezdni) generalski vojaški čin v Bolgarski kopenski vojski in Bolgarskem vojnem letalstvu; uvršča se v Natov razred OF-07. Enakovreden je činu kontraadmirala v Bolgarski vojni mornarici. Nadrejen je činu brigadnega generala in podrejen činu generalporočnika.
Oznaka čina je sestavljena iz dveh zvezd. Do spremembe Zakona o obrambi in Oboroženih silah Republike Bolgarije leta 2000 je bil čin generalmajorja prvi generalski čin in je imel oznako z le eno zvezdo; s spremembo je bil uveden čin brigadnega generala, ki je postal najnižji in enozvezdni čin.
Po trenutni zakonodaji je starostna omejitev za generalmajorja 60 let. 